# Битка при Трикамарум
Битката при Трикамарум (на латински: Tricamarum) се провежда на 15 декември 533 г. по времето на Вандалската война при Трикамарум, югозападно от Картаген, между вандалите с техния крал Гелимер, подпомогнат от неговия брат принц Цацон (Tzazon † 533 г.), срещу Източната Римска империя с император Юстиниан I, чиито войски са командвани от генерал Флавий Велизарий.
Битката се състои няколко месеца след загубата на вандалите в Битката при Ад Децимум и води до унищожаването на Вандалското кралство в Северна Африка. След това бившата западноримска провинция Северна Африка става част от Източната Римска империя под името Екзархат Картаген.